# Ludmírov
Obec Ludmírov se nachází v okrese Prostějov v Olomouckém kraji. Žije zde 519 obyvatel.

## Historie
První písemná zmínka o obci pochází z roku 1382. V době husitských válek krajem prošla husitská vojska.
Z první světové války se nevrátilo 10 mužů, jeden zemřel na následky zranění. V roce 1937 projel obcí prezident Edvard Beneš.
Ve druhé světové válce byla obec osvobozena dne 9. května 1945 (ve 12:45 obcí projel džíp s vojáky SSSR směrem ke Kladkám), došlo tehdy k odstřelování silnice sovětským letectvem. Zemřelo přitom 10 sovětských vojáků, jeden německý voják a tři čeští občané. Dne 9. května 1946 došlo na tomto místě k slavnostnímu odhalení pomníku „Na srdéčku“.

## Obyvatelstvo

### Struktura
Vývoj počtu obyvatel za celou obec i za jeho jednotlivé části uvádí tabulka níže, ve které se zobrazuje i příslušnost jednotlivých částí k obci či následné odtržení.
| Místní části   | Místní části  | 1869 | 1880 | 1890 | 1900 | 1910 | 1921 | 1930 | 1950 | 1961 | 1970 | 1980 | 1991 | 2001 | 2011 |
| -------------- | ------------- | ---- | ---- | ---- | ---- | ---- | ---- | ---- | ---- | ---- | ---- | ---- | ---- | ---- | ---- |
| Počet obyvatel | část Ludmírov | 1348 | 1316 | 1304 | 1275 | 1183 | 1185 | 1095 | 840  | 824  | 728  | 636  | 631  | 585  | 537  |
| Počet domů     | část Ludmírov | 181  | 202  | 209  | 217  | 231  | 228  | 241  | 254  | 219  | 203  | 188  | 233  | 235  | 248  |

## Pamětihodnosti
- Boží muka v západní části vesnice pod společným hrobem občanů padlých za třicetileté války
- Boží muka ve východní části vesnice
- Památný strom u kaple sv. Anny
- Kaple sv. Anny z roku 1834
- Empírový statek čp. 23
- V katastrálním území obce vápencový útvar Průchodnice. Průchodnici dominuje skalní útvar se dvěma průchozími chodbami a jednou slepou. Nálezy Dr. Kniese z roku 1905 potvrdily mj. pobyt prehistorického člověka
- Pomník občanům padlým 9. května 1945 „Na Srdéčku“, který byl slavnostně odhalen v roce 1946
- Pomník padlým pěti hasičům za první světové války před požární zbrojnicí
- Kamenolom otevřený roku 1946 a zavřený v padesátých letech minulého století
- Nedaleko u osady Ponikve se nachází bývalá kasárna po vojsku SSSR a na katastrálním území obce Ludmírov v lese Březí podél cesty směrem k Otročkovu a Milkovu lze spatřit vojenské okopy a nápisy v azbuce na stromech

## Vybavení obce a kultura
Správu obce zajišťuje obecní úřad. Existuje zde také zemědělské obchodní družstvo a hostinec „U Nováků“ s letní zahrádkou. Ke sportovnímu vyžití je zde fotbalové hřiště a tenisové kurty.
Koncem měsíce ledna se koná obecní ples, v únoru hasičský ples, v dubnu pálení čarodějnic, v červnu je Dětský den a v srpnu se koná Traktoriáda (závod traktůrků domácí výroby v členitém terénu; v roce 2008 se konal již třetí ročník). Na podzim je tradiční poslední leč. Je možná prohlídka bývalého areálu sovětských kasáren a v malebném údolí potoka Špraňku pod Průchodnicí cca 1 km od obce jsou každoročně pořádány letní skautské tábory.

## Části obce
- Ludmírov
- Dětkovice
- Milkov
- Ospělov
- Ponikev

## Přírodní poměry
Obcí protéká potok Špraněk.
Na území obce se rozkládají přírodní rezervace Rudka, Průchodnice a přírodní památka Skalky. Celé území obce leží v přírodním parku Kladecko.
Obec leží v Javoříčském krasu.

## Fotogalerie

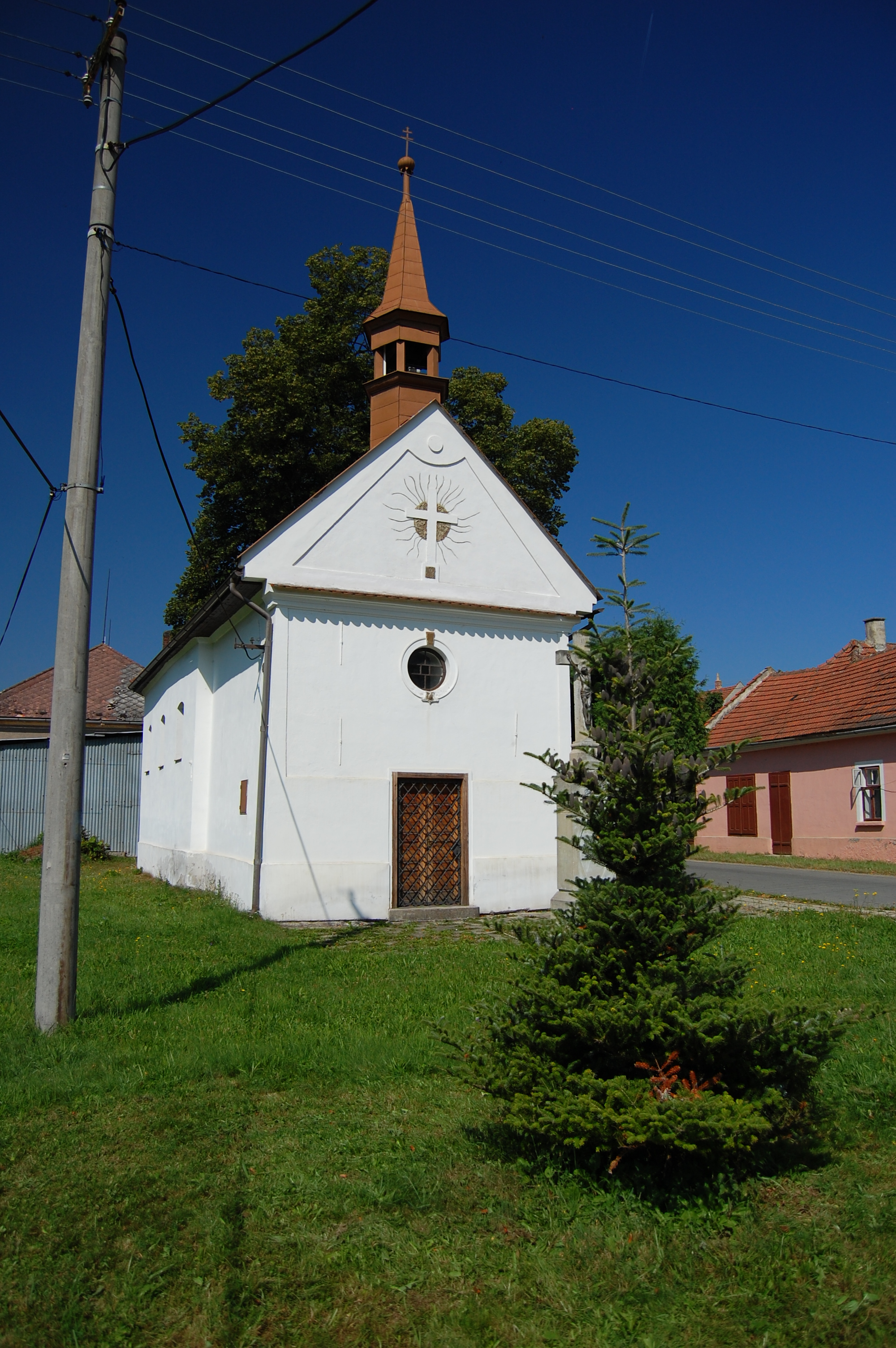
Kaple svaté Anny
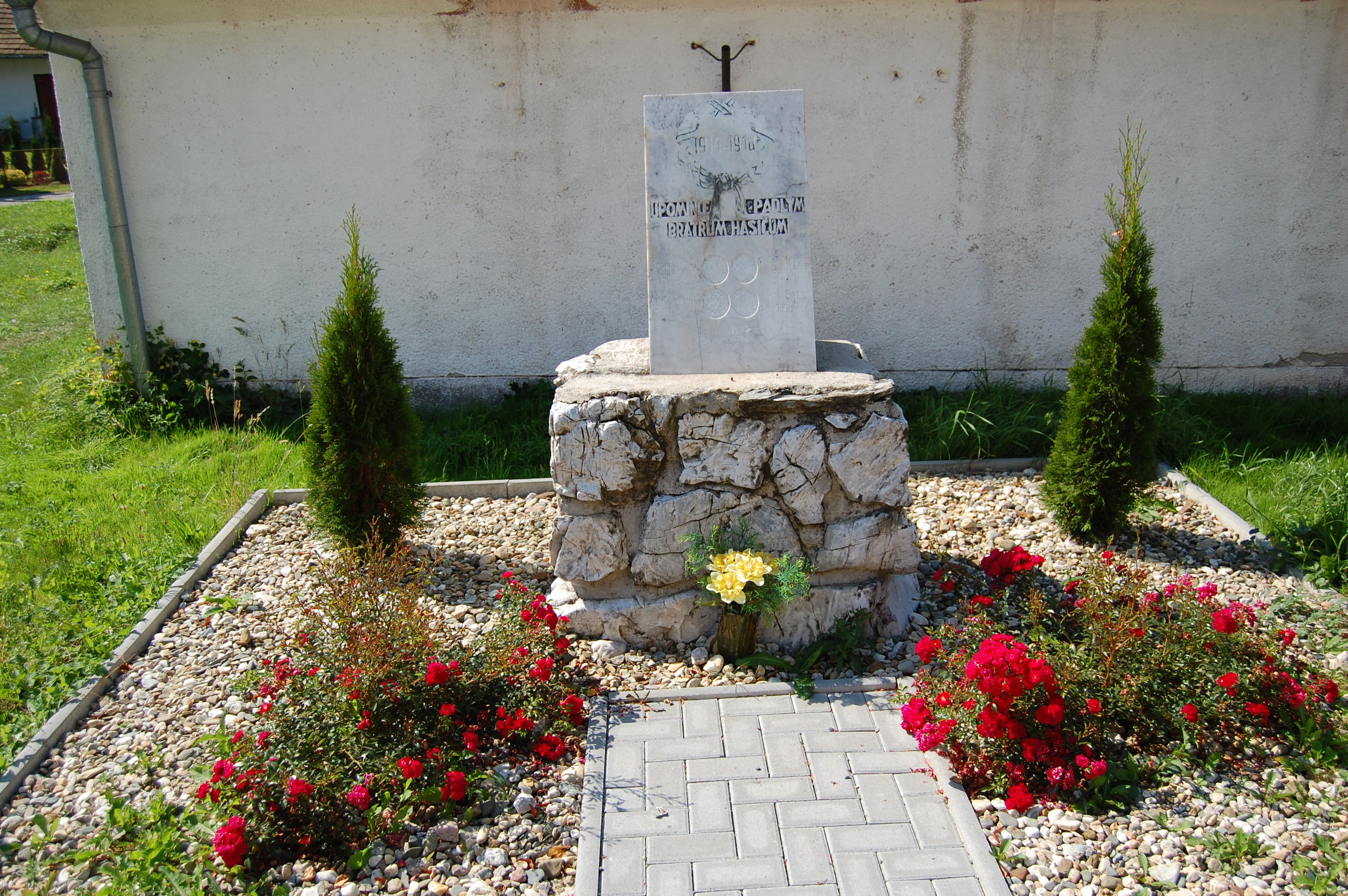
Pomník padlým hasičům před hasičskou zbrojnicí
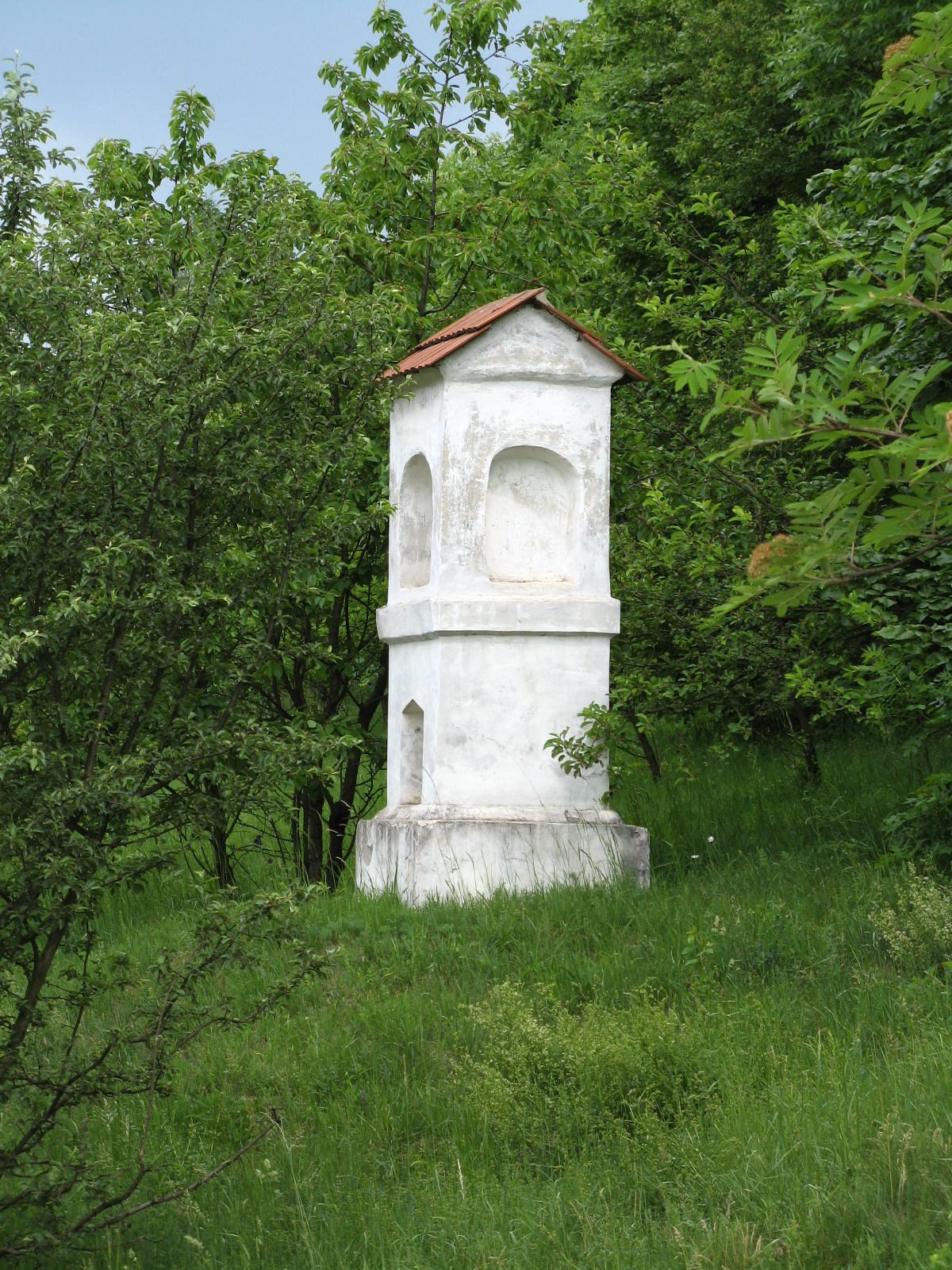
Boží muka
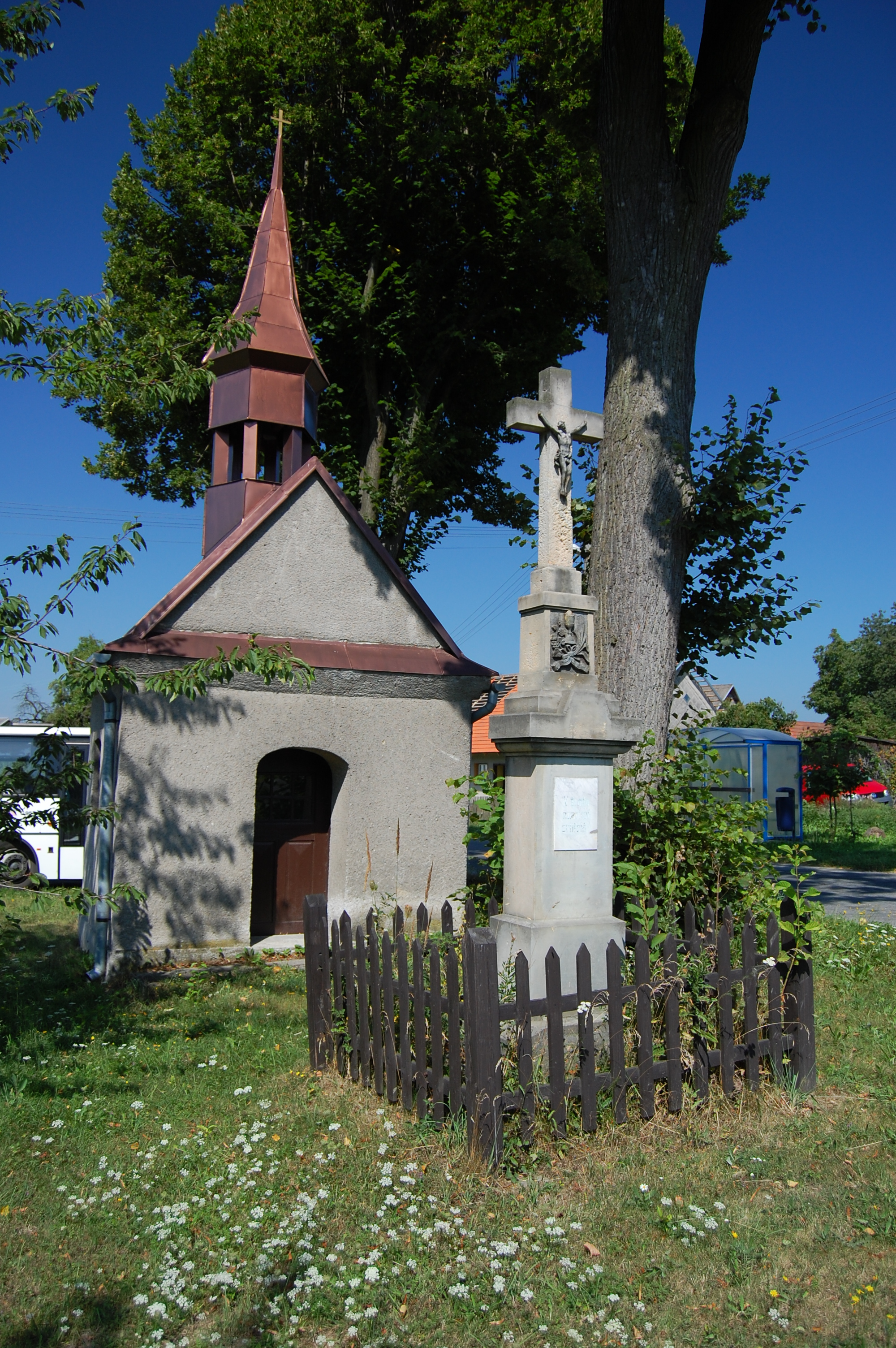
Kaplička svatého Václava v Dětkovicích
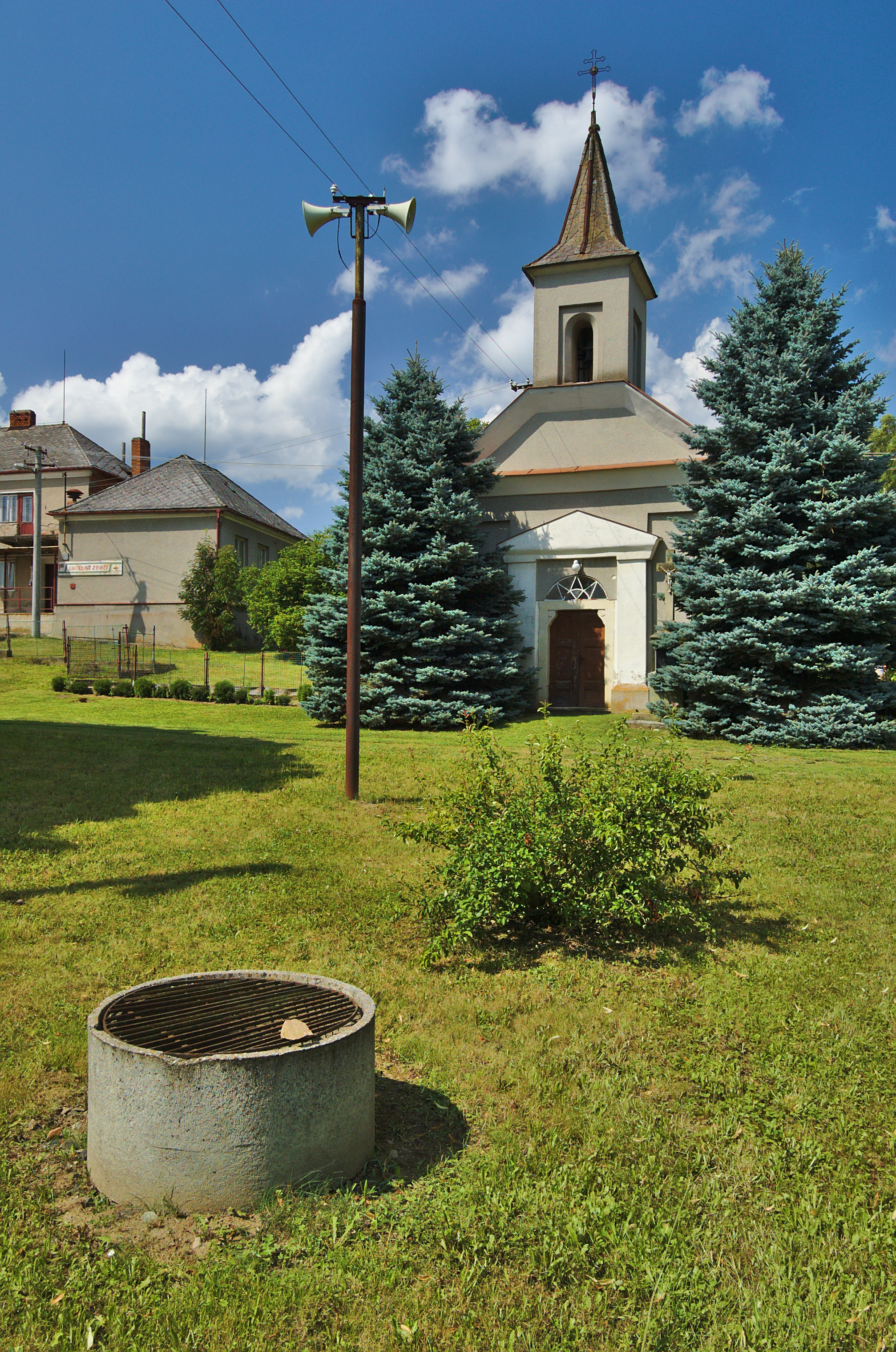
Kaple svatého Jana Nepomuckého v Milkově
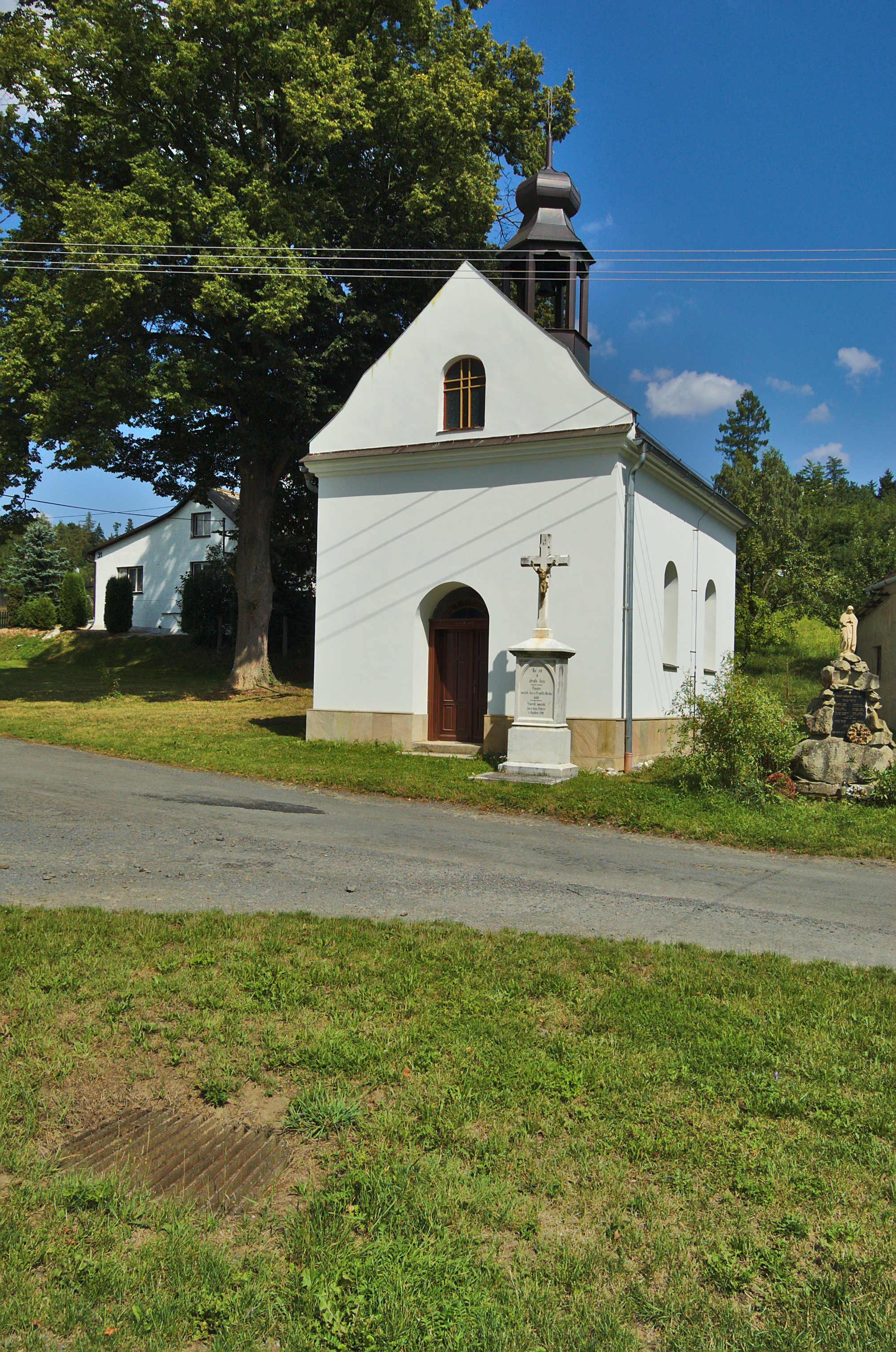
Kaple Nanebevzetí Panny Marie v Ospělově
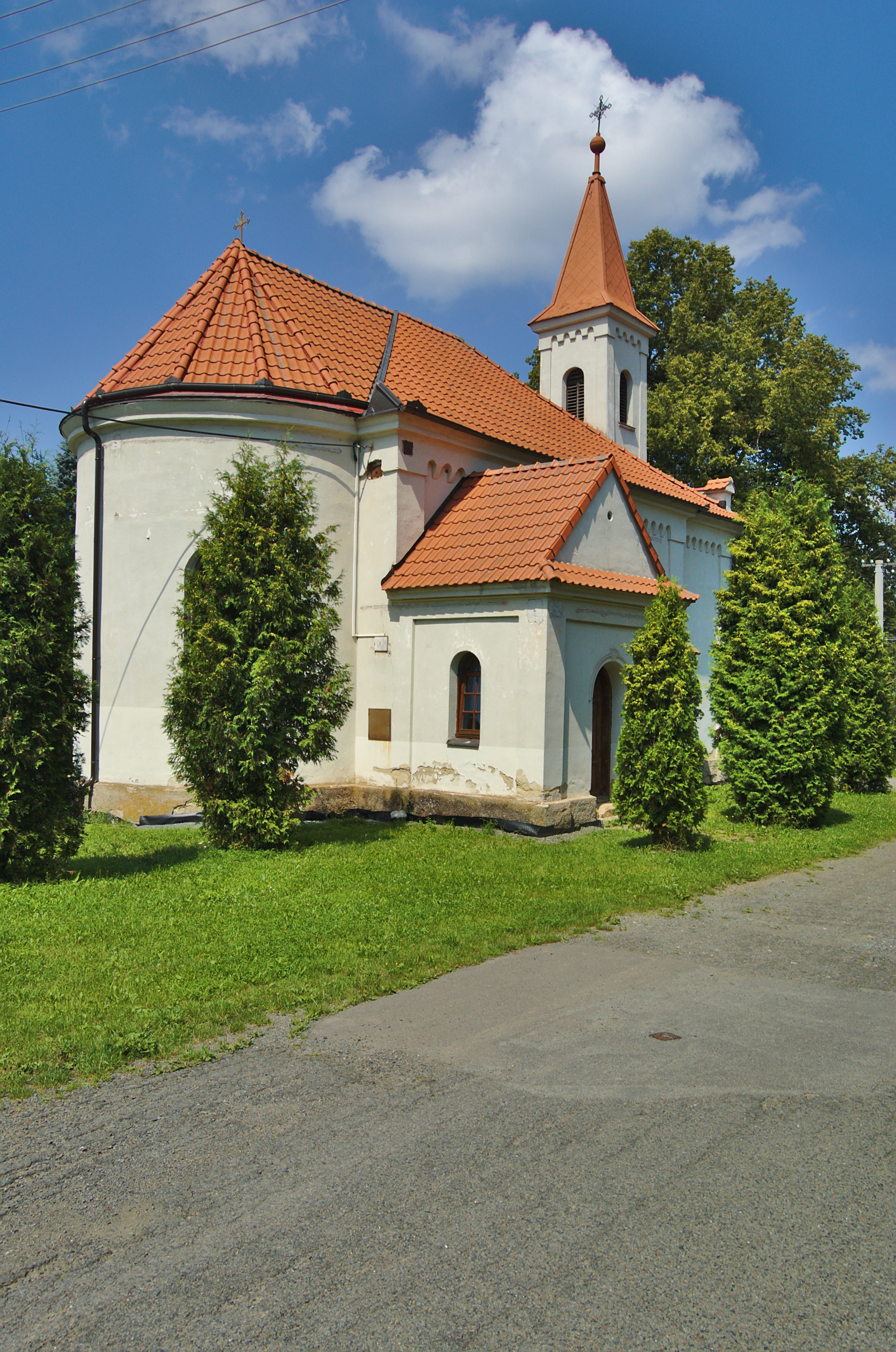
Kaple Růžencové Panny Marie v Ponikvi
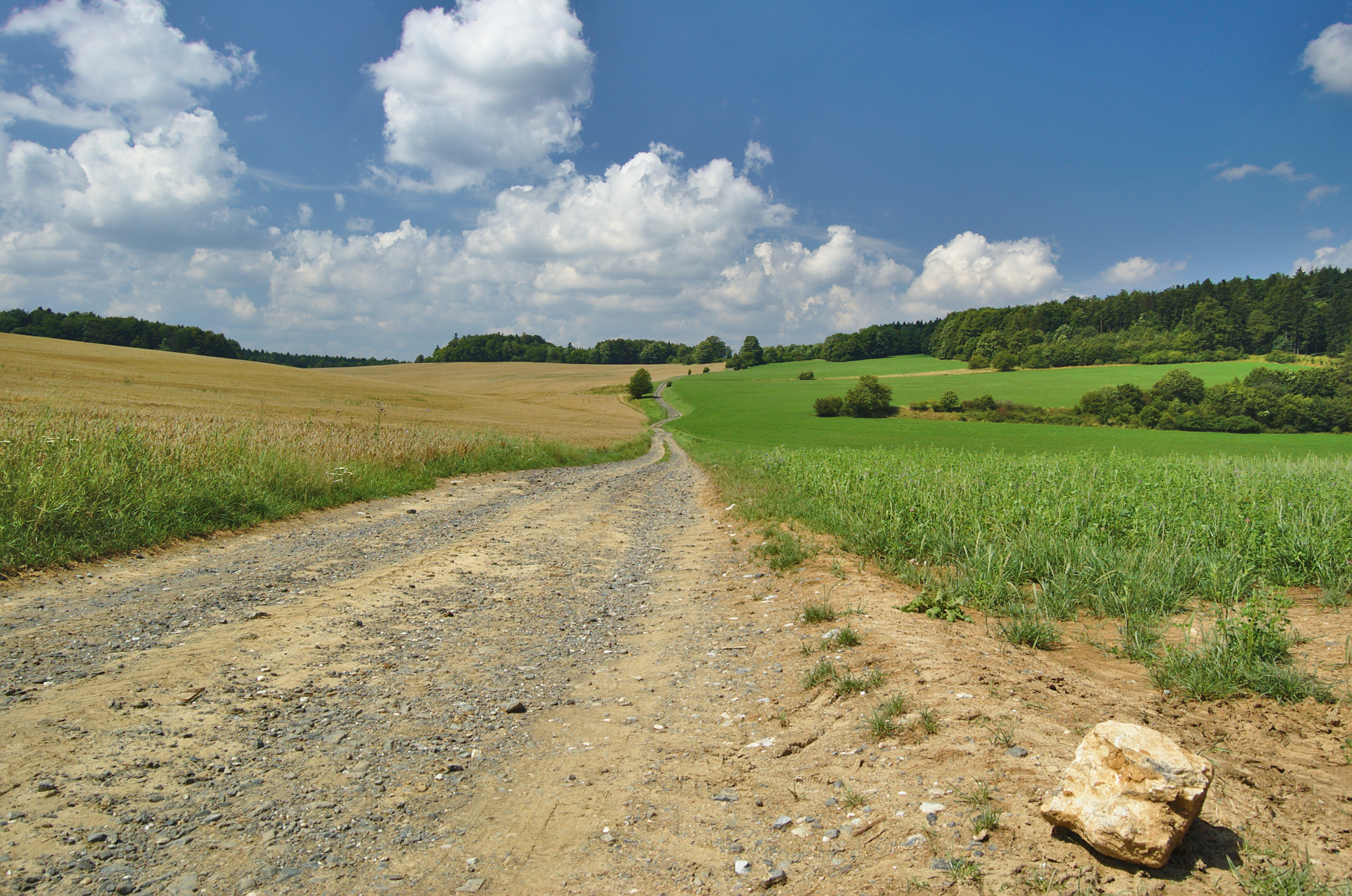
Přírodní park Kladecko
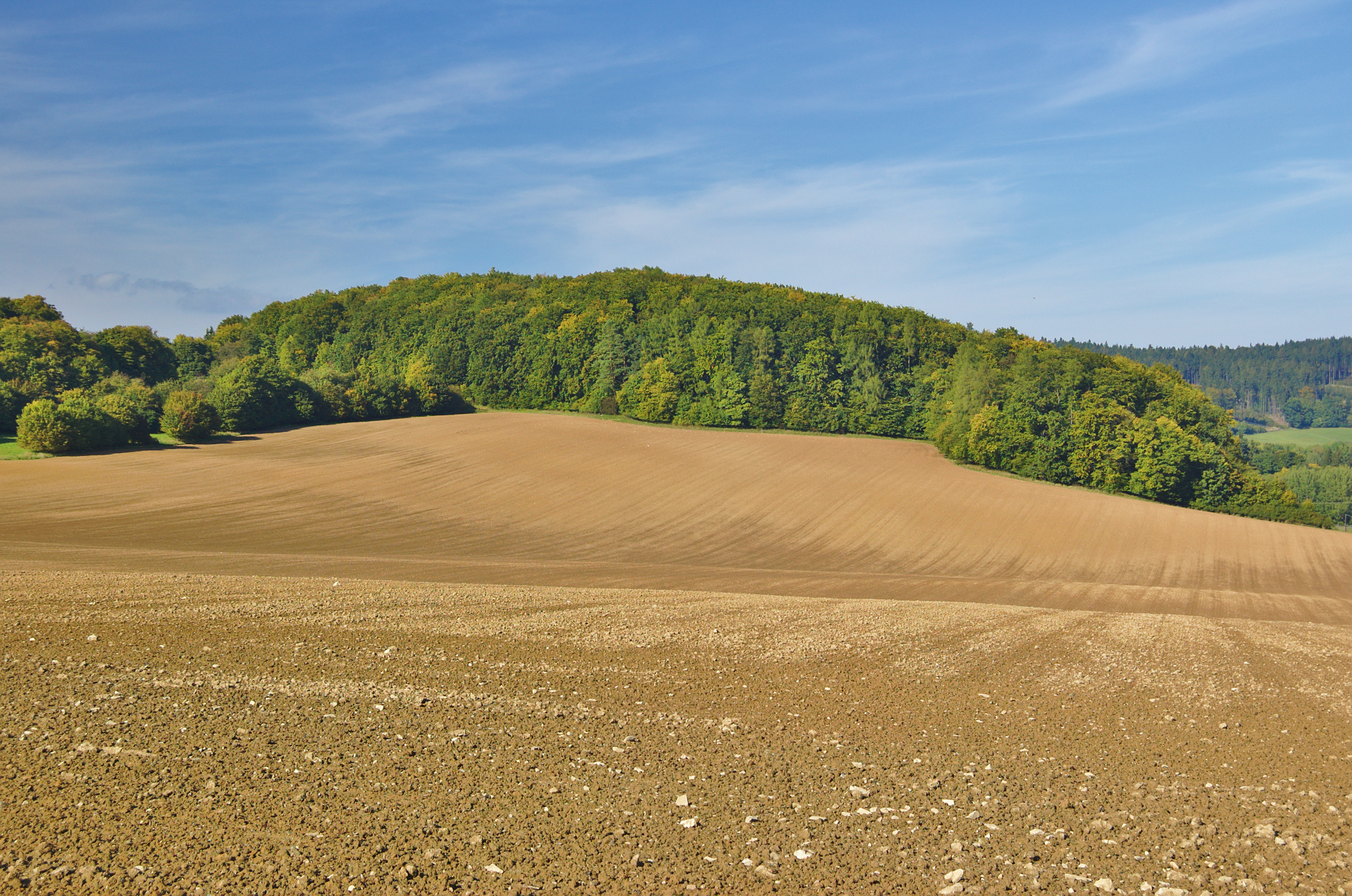
Přírodní rezervace Průchodnice
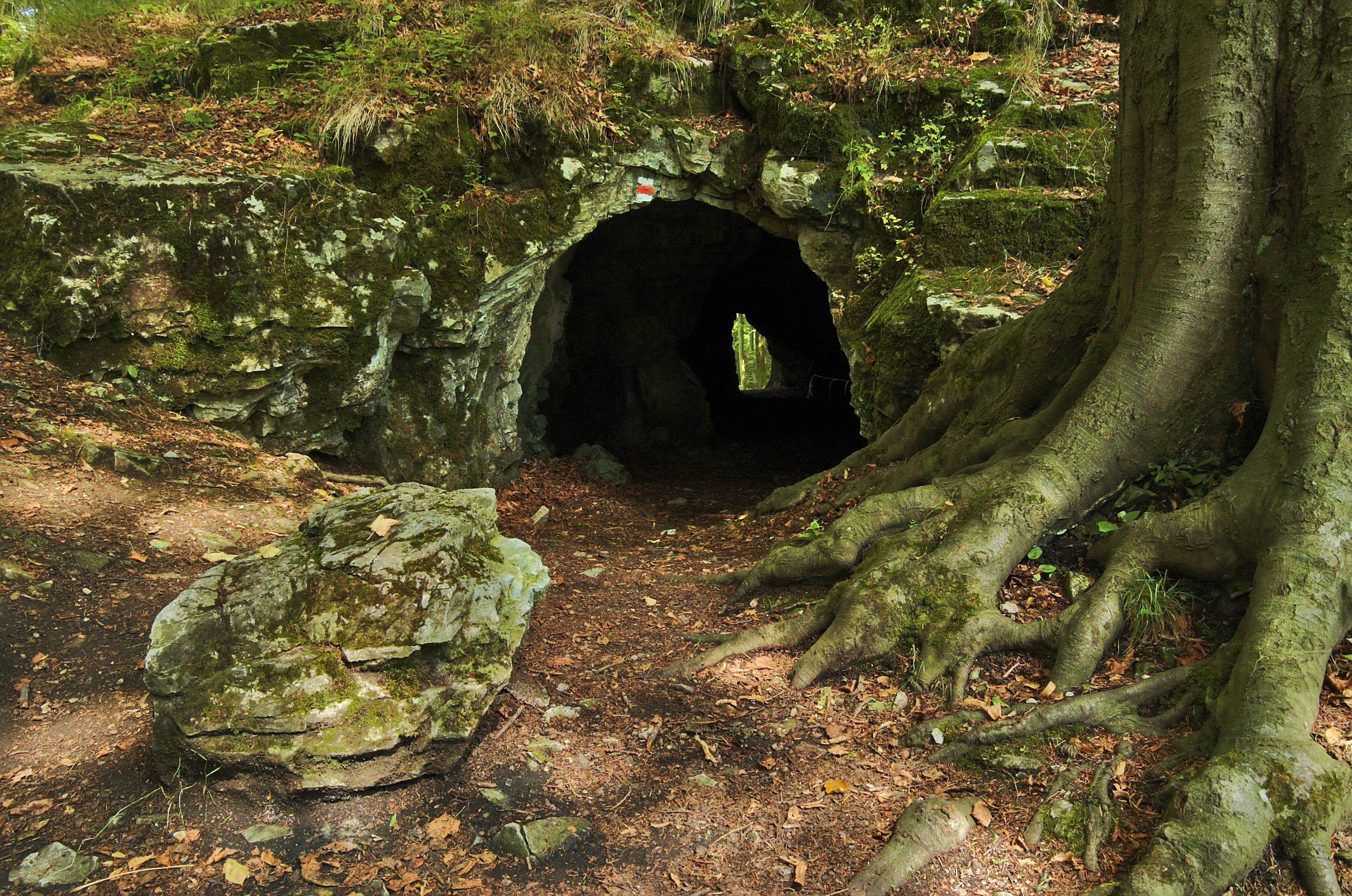
Přírodní rezervace Průchodnice
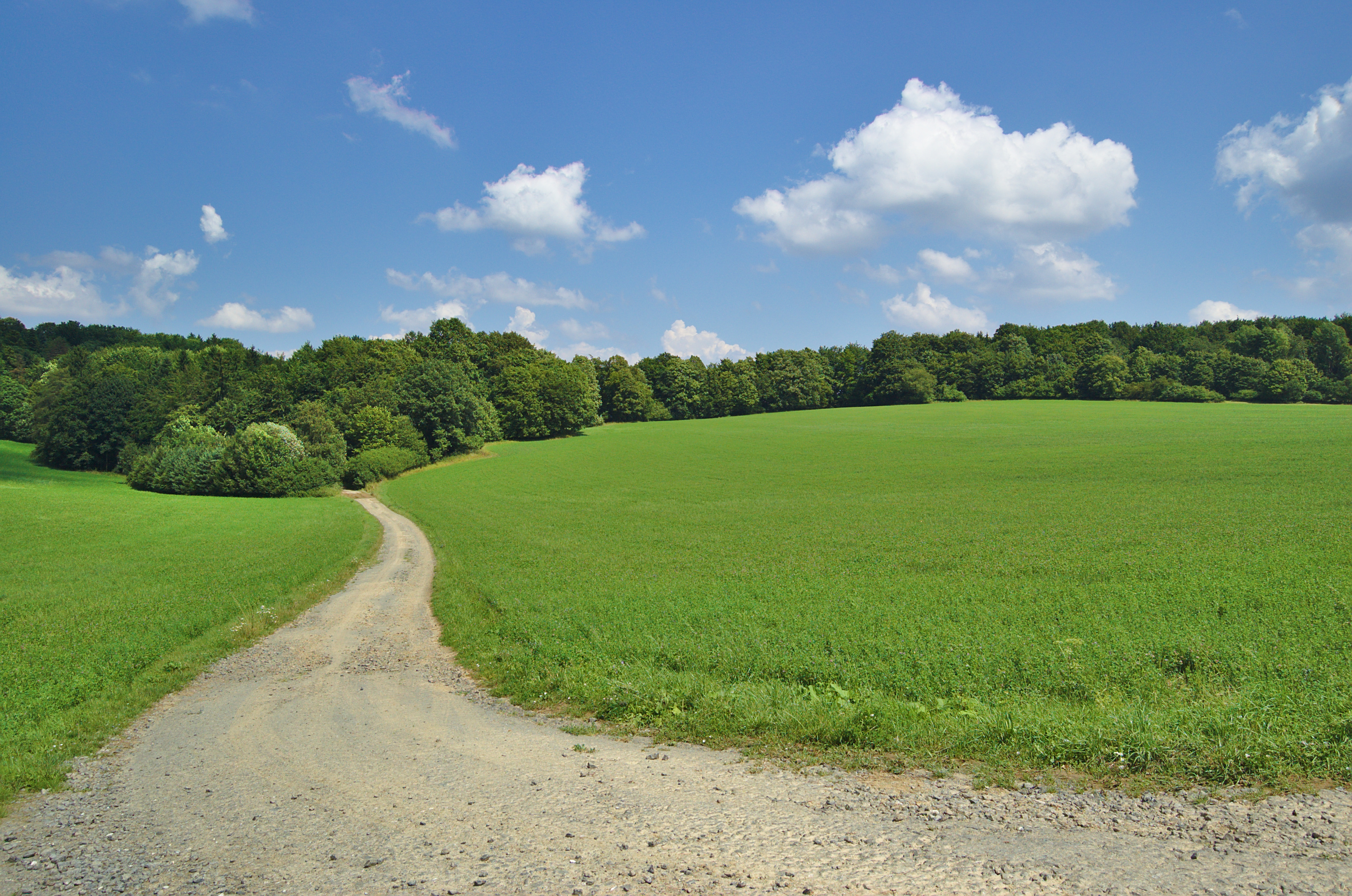
Přírodní rezervace Rudka
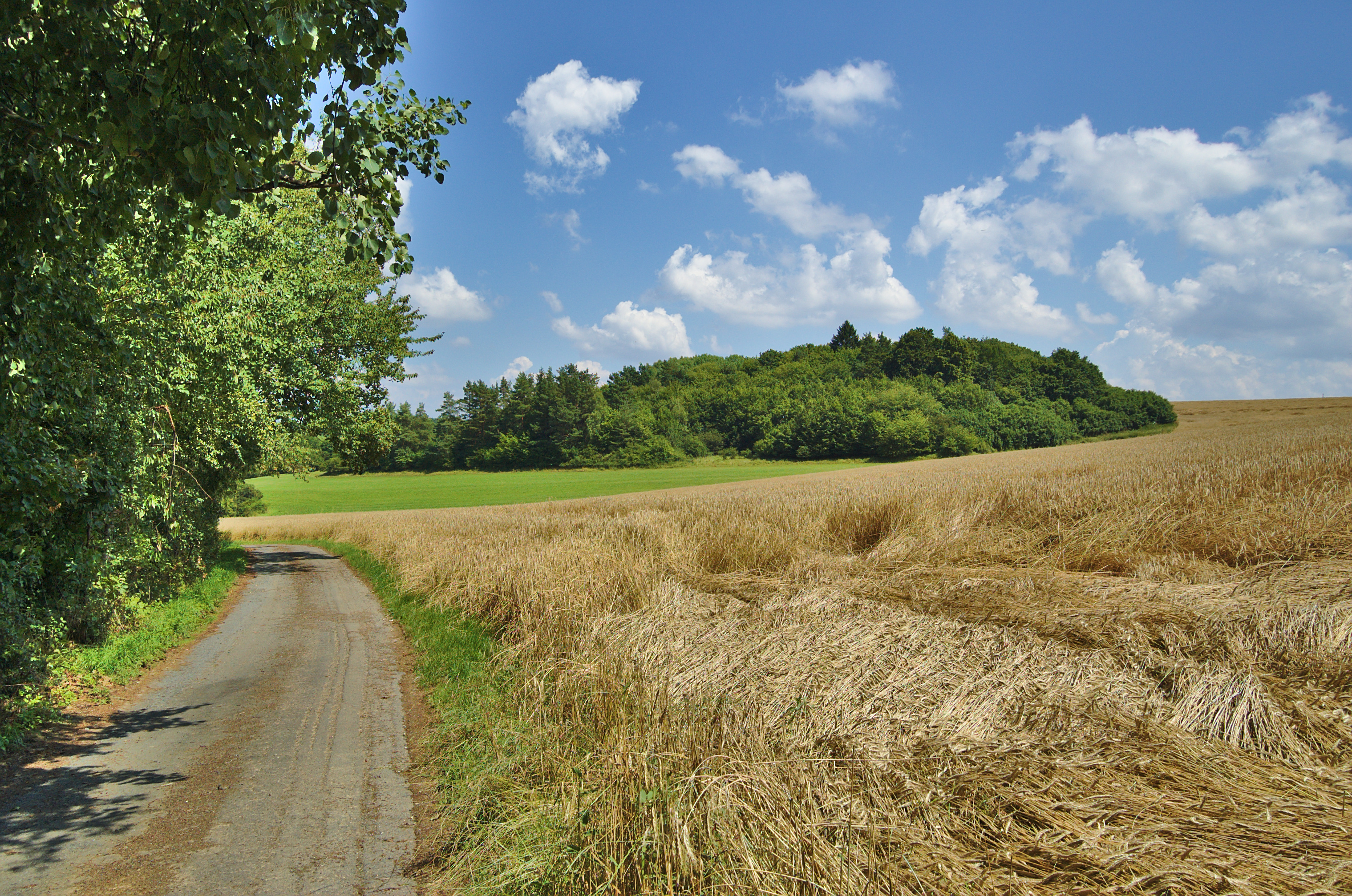
Přírodní památka Skalky